# Paluel-Marmont
Albert Pierre Hippolyte Joseph Paluel-Marmont, né le 16 novembre 1895 à Casseneuil (Lot-et-Garonne) et mort le 16 juillet 1959 à Neuilly-sur-Seine, est un journaliste, écrivain et historien français.

## Biographie
Il a notamment publié des romans d'aventures pour la jeunesse qui se déroulent dans des cadres exotiques.  La majorité de ses œuvres ont cependant un caractère documentaire, historique ou scientifique et il s'est fait une spécialité de l'histoire de la colonisation française. Il a toujours signé ses œuvres de son seul patronyme.

## Œuvre
(liste non exhaustive) 
- 1927 : Fille du Sud, La Renaissance du livre, roman
- 1928 : En casoar et gants blancs, Nouvelle société d'édition
- 1928 : Le Visage perdu, La Renaissance du livre, roman
- 1929 : C'est toi que j'aime, Nouvelle société d'édition
- 1930 : Cargo, Nouvelle société d’édition
- 1930 : Saint-Cyr, Nouvelle société d’édition, coll. « Nos grandes écoles », no 6
- 1931 : Pages choisies de nos grands chefs, avec André Fage, préf. Raymond Poincaré, Berger-Levrault
- 1931 : Mille ans de gloire : l'épopée coloniale française, Nouvelle société d’édition
- 1932 : Croix sur le sable, Nouvelle société d’édition
- 1933 : Au péril de la mer, préf. de M. le vice-amiral Lacaze, Nouvelle société d’édition, réédition en 1992 par les Editions L'Ancre de Marine
- 1933 : La Mission Roulet : la France sur le Haut-Nil (1898-1900), d'après les documents, rapports, carnets de route inédits du capitaine Édouard Roulet, L. Fournier, coll. de l'Ancre.
- 1934 : Héros, Nouvelle société d’édition
- 1934 : Lyautey, Nouvelle société d'édition
- 1934 : Sud, L. Billaudot, pièce de théâtre
- 1935 : Chantier, Nouvelle société d'édition
- 1936 : Pétain, Denoël et Steele, coll. « Célébrités d'hier et d'aujourd'hui », no 4
- 1936 : Tanger l'unique, Nouvelle société d’édition
- 1936 : Touché au cœur, L. Billaudot, pièce de théâtre
- 1936 : Les Souvenirs du caporal Ménage de la Mission saharienne (1898-1900) ou 7.000 kilomètres à pied à travers les sables, L. Fournier, coll. de l'Ancre
- 1937 : Escale en Chine, L. Billaudot, pièce de théâtre
- 1937 : Malika, fille de chef, Nouvelle société d’édition
- 1937 : Le Général Gouraud, Plon
- 1939 : Banquise, L. Billaudot , pièce de théâtre
- 1939 : L’Épopée coloniale française racontée à la jeunesse, prés. par le général Gouraud, ill. Pierre Luc, Gründ, coll. « Légendes et épopées »
- 1941 : Le Filleul du Transsaharien, ill. Jacques Souriau, Éd. de Montsouris, coll. « Pierrot » no 2, roman pour la jeunesse
- 1941 : Il était une fois un Maréchal de France, Éditions et Publications Françaises, ill. Pierre Rousseau (il existe aussi une version avec couverture de Germaine Bouret)[2]
- 1942 : À travers les sables, ill. Pierre Rousseau, Éd. littéraires et artistiques, coll. « À la française »
- 1942 : La Belle Histoire de la France, ill. Pierre Luc, Éd. artistiques et littéraires, coll. « Lys de France » no 4
- 1942 : La Ferme blanche, ill. Jacques Souriau, Éd. de Montsouris, coll. « Lisette » no 5, roman pour la jeunesse
- 1942 : Les Gardiens de l'honneur. Pour l'honneur du drapeau , ill. Pierre Rousseau, Éd. Colbert, coll. « Valeurs françaises »
- 1942 : Jean Bart, prestigieux corsaire, ill. Pierre Rousseau, Éd. littéraires et artistiques, coll. « À la française »
- 1942 : Perdus dans les glaces, ill. Jacques Souriau, Éd. de Montsouris, coll. « Pierrot » no 6, roman pour la jeunesse
- 1942 : Six petits enfants et treize étoiles, images de Lucien Boucher, Éd. et publications françaises
- 1942 : Yousouf premier spahi de France[3], ill. Pierre Rousseau, Éd. Colbert, coll. « L'Histoire et l'épopée » — Réédition : 1953, ill. Claude Delaunay, G. P., coll. « Rouge et Or » no 77
- 1942 : Bournazel l’homme rouge, dessins de Pierre Noël, couv. de G. de Sainte-Croix, Denoël, coll. « La Fleur de France » no 8, Les Grands Capitaines
- 1942 : Cuverville, moderne chevalier, ill. Dominique, Denoël, coll. « La Fleur de France » no 18, Les Grands Navigateurs
- 1943 : Bugeaud premier Français d'Algérie, Mame, coll. « Découvertes Exploits héroïques »
- 1943 : Gitane, ill. Henry Le Monnier, Éd. de Montsouris, coll. « Lisette » no 15, roman pour la jeunesse
- 1943 : Henri de Lespinasse de Bournazel, A. Bonne, coll. « Les Belles Histoires de France » no 3
- 1943 : Histoire de la Bourgogne racontée à la jeunesse, Gründ, coll. « Provinces de France » no 1
- 1943 : Histoire de la Provence racontée à la jeunesse, Gründ, coll. « Provinces de France » no 6
- 1943 : Il était une fois un maréchal de France[4], images de Pierre Rousseau, Éd. et publications françaises
- 1943 : La Piste sans nom, Janicot, coll. « « Collection Rouge » »
- 1944 : L’Épopée du Transsaharien, Éd. Aux Armes de France
- 1944 : Histoire des ballons racontée à la jeunesse, ill. Mixi, Gründ, coll. « Merveilles de la science »
- 1944 : Mermoz, compositions de Geo Ham, coll. « Valeurs françaises »
- 1946 : Le Beau Voyage de M. de la Pérouse, ill. Jacques Liozu, Gründ, coll. « Légendes et aventures de mer » no 4
- 1946 : Histoire de l'armée française racontée à la jeunesse, imagée par Jean-Jacques Pichard, Gründ, coll. « Merveilles »
- 1946 : Lesseps, le perceur d'isthmes, Mame, coll. « Découvertes Exploits héroïques »
- 1946 : Mémoires d'un petit navire, ill. Yvonne Paluel-Marmont, Éd. de Montsouris, coll.Pierrot no 36, roman pour la jeunesse
- 1947 : À la découverte des trésors sous-marins, racontée et imagée par Paluel-Marmont, Gründ, coll. « Légendes et aventures de mer »
- 1947 : Histoire de l'aviation racontée à la jeunesse, imagée par Jean-Jacques Pichard, Gründ, coll. « Merveilles »
- 1947 : L’Île aux rêves, ill. Yvonne Paluel-Marmont, Éd. de Montsouris, coll. Lisette no 49, roman pour la jeunesse
- 1947 : Lady Hamilton, ill. Deslinières, Gründ, coll. « Gründ illustrée. Série Iris » no 18
- 1947 : Sur la piste des sables, L. Fournier, coll. « de l'Ancre »
- 1948 : Pasteur, la science bienfaisante, Mame, coll. « Exploits et Découvertes »
- 1949 : Explorateurs du ciel, ill. Roger Bussemey, Éd. de Montsouris, coll. « Pierrot » no 58
- 1950 : L’Épopée de l'aventure, Durel
- 1951 : À la découverte du Pôle Sud, ill. André Galland, Larousse, coll. « Contes et gestes »
- 1951 : La Petite Saharienne, ill. Mixi-Bérel, Hachette, coll. « Bibliothèque rose illustrée » — Réédition : 1955, ill. Paul Durand, Hachette, coll. « Idéal-Bibliothèque » no 77
- 1952 : Au centre de l'Afrique avec Livingstone, Stanley et Brazza, ill. André Galland, Larousse, coll. « Contes et gestes historiques »
- 1952 : Histoire de la grande liqueur française la Bénédictine, La Bénédictine
- 1952 : Francisca, Éd. de Montsouris, coll. « Lisette » no 61, roman pour la jeunesse
- 1952 : Rendez-vous au Tchad, ill. André Galland, Éditions Larousse, coll. « Contes et gestes historiques »
- 1953 : L'Épopée aérienne de l'Atlantique Sud, ill. André Galland, Larousse, coll. « Contes et gestes historiques »
- 1953 : Cloches et carillons, leur histoire, leur fabrication, leurs légendes, préf. Maurice Lannoy, S.E.G.E.P.
- 1953 : Les Sauveteurs de la mer, compositions par L. Haffner, Larousse, coll. « Contes et gestes historiques »
- 1954 : Barnum ou l'Art de gagner des millions, ill. Pierre Rousseau, A. Bonne
- 1954 : Trois garçons et une caméra, ill. Ref, Casterman, coll. « Le Rameau vert », roman pour la jeunesse
- 1954 : Princesses de l'air, ill. Raoul Auger, G. P., coll. « Rouge et Or » no 71
- 1955 : Buffalo Bill, ill. Henri Dimpre, G. P., coll. « Rouge et Or » no 82
- 1955 : Pages glorieuses de l'armée française, ill. Raoul Auger, Hachette, coll. « Grands albums Hachette »
- 1956 : Aventure chez les Indiens, ill. Roger Brard, Bias, coll. « Surprise »
- 1956 : Conquérants des sables, ill. Raoul Auger,  G. P., coll. « Rouge et Or » no 98
- 1956 : Ma petite amie des neiges, aquarelles de Maurice Rech, Bias, coll. « Anémones » no 261
- 1956 : La Merveilleuse Aventure de Jeanne d'Arc, ill. Raoul Auger, Hachette, coll. « Idéal-Bibliothèque »
- 1956 : Le Mystère de "L'Atlantis", ill. Fred Funcken, Casterman, coll. « Le Rameau vert », roman pour la jeunesse
- 1957 : Fille de gitans, ill. Philippe Daure, Hachette, coll. « Idéal-Bibliothèque », roman pour la jeunesse
- 1958 : Les Explorateurs de la terre, du ciel et de la mer, ill. Roger Brard, Bias, coll. « Vastes Horizons » no 7

## Distinctions
- Prix Montyon de l'Académie française en 1929 et 1933[5]
- Prix Boudenoot de l'Académie française en 1940[6]
- Ordre de la Francisque[7]